# Mihkel Raud

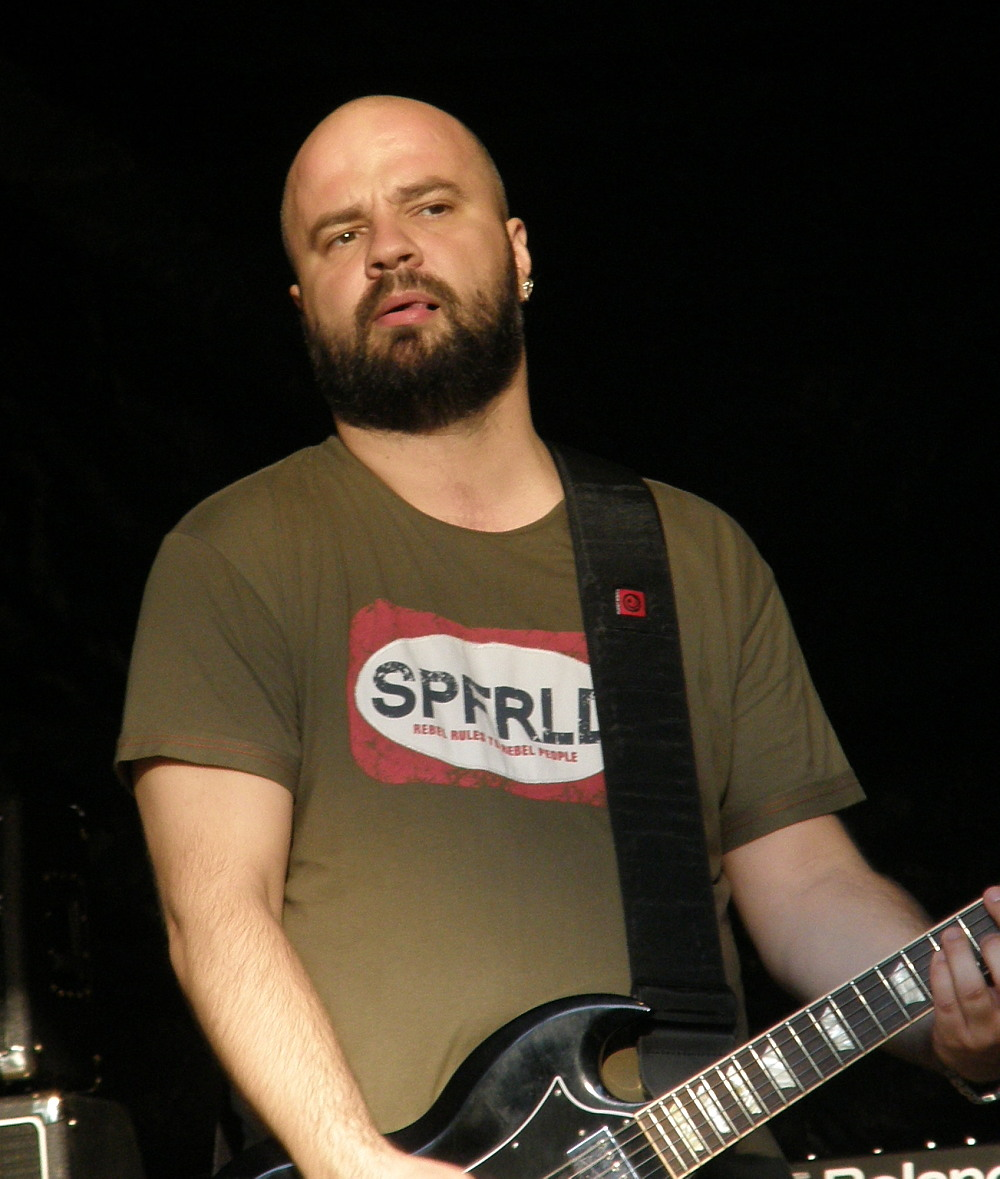
Mihkel Raud (2008)

Mihkel Raud (* 18. Januar 1969 in Tallinn) ist ein estnischer Schriftsteller, Journalist, Musiker und ehemaliger Politiker.

## Leben
Mihkel Raud wurde als Sohn des Schriftstellerpaares Eno Raud und Aino Pervik geboren und ist somit ein Bruder des Schriftstellers und Japanologen Rein Raud sowie der Künstlerin und Kinderbuchautorin Piret Raud. Er spielt seit 1983 Gitarre in diversen Rockbands, die zum Teil von ihm selbst begründet und geleitet wurden. Nach seinem Abitur in Tallinn (1987) studierte er kurzzeitig im Fernstudium an der Universität Tartu englische Philologie, widmete sich aber schon bald ganz der Musik und dem Fernsehen, wo er diverse Shows leitete.
2014 trat er in die Sozialdemokratische Partei Estlands ein, für die er 2015 ins estnische Parlament gewählt wurde. Nach einem Jahr verließ er jedoch das Parlament und zog sich aus der Politik zurück.
Mihkel Raud ist Mitglied des Estnischen Schriftstellerverbands.

## Schriftstellerisches Werk
Mihkel Raud landete mit seinem autobiographischen Debütroman, in dem mit Vulgarismen gespickt offenherzig das Leben eines meist alkoholisierten Rockmusikers in den 1980er-Jahren in Estland beschrieben wird, einen großen Publikumserfolg, wobei die Kritik jedoch bemängelte, dass „kein einziger Charakter [zu finden ist], sondern nur eine Herde plakativer Säufer.“.
Sein zweiter Roman (Blau ist dein Himmel) ist ein vielschichtiger Kriminalroman, der durch seine Vermengung von (deutschem) Terrorismus und russischem Geheimdienst Züge eines Politthrillers bekommt. Die Hauptperson heißt Ulrike und ist Drahtzieherin eines Anschlags in Tallinn. Sie trägt Züge von Ulrike Meinhof, die auch namentlich im Buch genannt wird (S. 255). Der Roman wurde von der Kritik gelobt und ist auch ins Finnische übersetzt worden.

## Bibliografie
- Musta pori näkku ('Schwarzer Dreck ins Gesicht'). Tallinn: Tammerraamat 2008. 280 S.
- Sinine on sinu taevas ('Blau ist dein Himmel'). s. l.: Mustvalge 2010. 254 S.
  - Finnische Übersetzung: Sininen on sinun taivaasi. Suomentanut Jouko Vanhanen. Helsinki: Liike 2011. 268 S.
- Kus ma olen ja kuidas sina võid palju kaugemale jõuda ('Wo ich bin und wie du viel weiter kommen kannst'). Tallinn FD Distribution 2016. 400 S